# Танкредо Невіс
Танкре́до ді Алме́йда Не́віс (порт. Tancredo de Almeida Neves; 4 березня 1910 — 21 квітня 1985) — бразильський державний діяч і адвокат. Обраний президент країни, не вступив на посаду через хворобу та подальшу смерть.

## Біографія
Танкредо Невіс народився в місті Сан-Жуан-дел-Рей, у штаті Мінас-Жерайс в родині з португальським та австрійським корінням. 1932 року закінчив Юридичний факультет Белу-Оризонті, після чого розпочав юридичну практику. 1935 року зайняв пост мера рідного міста.
1945 року Невіс вступив до лав Соціал-демократичної партії. У 1947—1950 роках був депутатом законодавчої асамблеї штату Мінас-Жерайс, потім перейшов до Палати депутатів Бразилії. У 1953—1954 роках займав пост міністра юстиції в уряді Варгаса. Пізніше займав посаду міністра фінансів штату Мінас-Жерайс (1958—1960).
Після відставки Жаніу Квадруса і запровадження парламентської республіки Невіс зайняв нову для країни посаду прем'єр-міністра (1961—1962). 1962 року залишив цей пост, щоб повернутись до Палати депутатів (1963—1978).
Після встановлення військової диктатури Невіс долучився до єдиної опозиційної партії, що існувала на той час, Бразильський демократичний рух.
1978 року Невіс був обраний до Федерального сенату. У 1983—1984 роках був губернатором рідного штату.
Після того, як 1984 року всією країною прокотились демонстрації за запровадження прямих президентських виборів, Невіса було висунуто кандидатом у президенти від Партії ліберального фронту та Партії бразильського демократичного руху. 15 січня 1985 року Колегія виборщиків обрала Невіса президентом. Це обрання стало визначною подією в історії Бразилії, адже Невіс став першим цивільним президентом Бразилії з 1964 року, будучи кандидатом від опозиційної коаліції в уряді. Обрання Невіса президентом поклало край двадцятирічній військовій диктатурі в Бразилії.
Однак Невіс не встиг стати до виконання своїх обов'язків. 14 березня 1985 року, за день до інавгурації, його було шпиталізовано з гострим болем у черевній порожнині. Замість нього присягу склав віце-президент Жозе Сарні. Він мав виконувати обов'язки президента до одужання Невіса. Але збутись цьому не судилось: 21 квітня Танкредо Невіс помер від дивертикуліту.

## Пам'ять
На честь Танкредо Невіса названо муніципалітет Презіденті-Танкредо-Невіс у штаті Баїя. Також ім'я президента має аеропорт у його рідному штаті.